# Lithocarpus kemmaratensis
Lithocarpus kemmaratensis är en bokväxtart som först beskrevs av Paul Robert Hickel och Aimée Antoinette Camus, och fick sitt nu gällande namn av Aimée Antoinette Camus. Lithocarpus kemmaratensis ingår i släktet Lithocarpus och familjen bokväxter.
Artens utbredningsområde är Laos. Inga underarter finns listade.